# Теоктист (пустельник)
Святий Теоктист († 3 вересня, 446, Юдейська пустеля, Ізраїль) — палестинський святий, пустельник, родом з Вірменії. Пам'ять — 16 вересня.

## Життєпис
Одного дня застукав до монастирської брами самітний юнак. Походив він з вірменського міста Єраполя й називався Теоктист. Полюбивши всім серцем Бога, він утік з дому своїх батьків і в святій тишині монастиря хотів раз і на завжди розпрощатися з світом, що був повний нагод до нарушення Господнього закону. Ігумен монастиря зрозумів молодого Теоктиста і прийняв його між монаше братство, щоб дати побожному юнакові можливість посвятитися геть чисто Богу на службу.
З Єрусалиму, повний побожних думок про Господні дії, пішов Теоктист у пустиню над Мертвим морем, де була лавра Фаран, повна розкинених келій пустельників, з однією спільною для всіх церквою. В цій пустелі він замешкав в одній порожній печері, в сусідстві святого Євтимія Великого. Познайомившись із преподобним Євтимієм, Теоктист став його учнем, одержав від нього монаше постриження і обидва вже спільно вправлялися в чеснотах.
Коли св. Теоктистові було 84 роки, оголосив Бог св. Євтимієві, що його перший учень, преподобний о. Теоктист, має перейти до вічної слави. Св. Євтимій зараз поспішив до св. Теоктиста, який на руках свого вчителя віддав Богу свою праведну душу 3 вересня 446 року. На його похороні був присутній також єрусалимський патріарх Анастасій.

## Джерело
- Рубрика Покуття. Календар і життя святих. (дозвіл отримано 9.01.2008)